# 6758 Jesseowens
6758 Jesseowens eller 1980 GL är en asteroid i huvudbältet som upptäcktes den 13 april 1980 av den tjeckiske astronomen Antonín Mrkos vid Kleť-observatoriet i Tjeckien. Den är uppkallad efter den amerikanske friidrottaren Jesse Owens.
Asteroiden har en diameter på ungefär 12 kilometer den tillhör asteroidgruppen Adeona.